# Karen Hartley Thomas
Karen Hartley Thomas ist eine britische Maskenbildnerin und Hairstylistin.

## Karriere
Hartley Thomas begann ihre Karriere in den 1990er Jahren, während denen sie insbesondere an Fernsehfilm- und Serienproduktionen der BBC arbeitete. Für ihre Arbeit an der Fernsehserie Klein Dorrit wurde sie 2009 für einen BAFTA TV Award und einen Emmy nominiert. Seit den 2010er Jahren wurde Hartley Thomas auch öfter für Spielfilme engagiert, beteiligt war sie unter anderem an Rettet Weihnachten!, Am Strand, David Copperfield – Einmal Reichtum und zurück, Der Spion, The Duke und Überredung. Im Jahr 2024 wurde Hartley Thomas für den Film Golda für einen Oscar in der Kategorie Bestes Make-up und beste Frisuren nominiert.

## Filmografie (Auswahl)
- 2005: Elizabeth I – The Virgin Queen
- 2008: Sinn und Sinnlichkeit
- 2008: Klein Dorrit
- 2012: The Scapegoat
- 2013: Le Week-End
- 2014: Rettet Weihnachten!
- 2016: The Hollow Crown
- 2017: Am Strand
- 2019: The Corrupted – Ein blutiges Erbe
- 2019: David Copperfield – Einmal Reichtum und zurück
- 2020: Der Spion
- 2020: The Duke
- 2022: Überredung
- 2022: The Son
- 2023: Golda – Israels Eiserne Lady
- 2023: Royal Blue
- 2023: One Life
- 2024: Maria